# ATP Challenger Freudenstadt
Das ATP Challenger Freudenstadt (offiziell: Black Forest Open) war ein Tennisturnier, das von 1999 bis 2009 jährlich in Freudenstadt stattfand. Es war Teil der ATP Challenger Tour und wurde im Freien auf Sand gespielt. Es war das Nachfolgeturnier von Alpirsbach. Alexander Waske ist mit drei Titeln im Doppel Rekordsieger des Turniers.

## Liste der Sieger

### Einzel
| Jahr | Sieger                 | Finalgegner        | Ergebnis       |
| ---- | ---------------------- | ------------------ | -------------- |
| 2009 | Jan Hájek              | Laurent Recouderc  | 2:6, 6:3, 7:65 |
| 2008 | Simon Greul            | Matthias Bachinger | 6:3, 6:4       |
| 2007 | Ivo Minář              | Éric Prodon        | 7:5, 6:3       |
| 2006 | Hugo Armando           | Torsten Popp       | 6:3, 3:6, 6:4  |
| 2005 | Sergio Roitman         | Flavio Cipolla     | 7:5, 6:4       |
| 2004 | Santiago Ventura       | Jan Frode Andersen | 6:3, 1:6, 6:3  |
| 2003 | Gorka Fraile           | Alexander Waske    | 3:6, 6:3, 6:4  |
| 2002 | Dennis van Scheppingen | Didac Pérez        | 6:1, 6:1       |
| 2001 | Albert Montañés        | Victor Hănescu     | 6:0, 6:3       |
| 2000 | Michal Tabara (2)      | Jan Frode Andersen | 6:4, 6:4       |
| 1999 | Michal Tabara (1)      | Orlin Stanoitschew | 6:2, 7:6       |

### Doppel
| Jahr | Sieger                                | Finalgegner                          | Ergebnis         |
| ---- | ------------------------------------- | ------------------------------------ | ---------------- |
| 2009 | Jan Hájek Dušan Karol                 | Martin Kližan Adil Shamasdin         | 4:6, 6:4, [10:5] |
| 2008 | Dick Norman Kristof Vliegen           | Rainer Eitzinger Armin Sandbichler   | 6:3, 6:3         |
| 2007 | Marc López Martín Vilarrubí           | Martin Slanar Pavel Šnobel           | 6:2, 6:7, [10:5] |
| 2006 | Tomas Behrend Dominik Meffert         | Alexandre Sidorenko Mischa Zverev    | 7:5, 7:6         |
| 2005 | Pavel Šnobel Martin Štěpánek          | Sebastian Fitz Simon Greul           | 6:2, 6:4         |
| 2004 | Gabriel Trifu Alexander Waske (3)     | Salvador Navarro Santiago Ventura    | 6:3, 6:7, 6:2    |
| 2003 | Franz Stauder (2) Alexander Waske (2) | Mariusz Fyrstenberg Marcin Matkowski | 6:4, 7:5         |
| 2002 | Diego del Río Leonardo Olguín         | Juan Balcells Juri Schtschukin       | 7:6, 6:4         |
| 2001 | Franz Stauder (1) Alexander Waske (1) | Fredrik Loven Damien Roberts         | 6:3, 4:6, 6:3    |
| 2000 | Ionuț Moldovan Juri Schtschukin       | Julian Knowle Jean-Claude Scherrer   | 3:6, 6:3, 6:4    |
| 1999 | Juan Balcells Thomas Strengberger     | Michal Tabara Robin Vik              | 4:6, 6:2, 6:3    |